# Цурндорф
Цурндорф (нім. Zurndorf) — ярмаркова громада округу Нойзідль-ам-Зее у землі Бургенланд, Австрія.
Цурндорф лежить на висоті  137 м над рівнем моря і займає площу  54,3 км². Громада налічує 2079 мешканців. 
Густота населення 38/км².  
|                                   |
| Цурндорф на мапі округу та землі. |

Бургомістом міста є Вернер Фрідль від Соціал-демократичної партії Австрії. Адреса управління громади:  2424 Zurndorf. 

## Демографія
Історична динаміка населення міста за даними сайту Statistik Austria

## Виноски
1. ↑  Dauersiedlungsraum der Gemeinden Politischen Bezirke und Bundesländer - Gebietsstand 1.1.2018 — Статистичне управління Австрії.
2. ↑  Einwohnerzahl 1.1.2018 nach Gemeinden mit Status, Gebietsstand 1.1.2018 — Статистичне управління Австрії.
3. ↑  www.zurndorf.at. Архів оригіналу за 8 травня 2021. Процитовано 29 жовтня 2013. [Архівовано 2021-05-08 у Wayback Machine.]
4. ↑  Gemeindedaten von Zurndorf

| Австрія | Це незавершена стаття з географії Австрії. Ви можете допомогти проєкту, виправивши або дописавши її. |